# Guerreros (programa de televisión de México)
Guerreros es un programa de competencia transmitido por Canal 5 desde el 15 de junio de 2020. Guerreros es la versión mexicana del programa peruano, Esto es guerra. La conducción está a cargo de Mauricio Barcelata, Tania Rincón y la voz en off de Carlos Alberto Aguilar (El Zar).

## Sinopsis
El programa presenta participantes divididos en dos equipos: Cobras y Leones, cada uno con su respectivo capitán de equipo. Dichos participantes deberán enfrentarse a pruebas físicas y mentales que les ayudarán a acumular puntos, para de esta manera estar más cerca del premio y evitar la eliminación.

## Presentadores
| Nombre                                | Período   | Papel que realizó      |
| ------------------------------------- | --------- | ---------------------- |
| Mauricio Barcelata                    | 2020-2021 | Presentador principal  |
| Tania Rincón                          | 2020-2021 | Presentadora principal |
| Fer Sagreeb                           | 2021      | Sección digital        |
| Marco Antonio Rodríguez «Chiquimarco» | 2021      | Juez                   |
| Carlos Aguilar «El Zar»               | 2020-2021 | Comentarista principal |

## Episodios
| Temp. | Deno.          | N° Ep. | Emisión                                | Ganadores      | Ganadores           | Ganadores           | Ganadores      | Ganadores      |
| Temp. | Deno.          | N° Ep. | Emisión                                | Equipo Ganador | Mejor guerrero      | Mejor guerrero      | Mejor guerrera | Mejor guerrera |
| ----- | -------------- | ------ | -------------------------------------- | -------------- | ------------------- | ------------------- | -------------- | -------------- |
| 1     | Guerreros 2020 | 50     | 15 de junio – 17 de septiembre de 2020 | Cobras         | Jefferson Kellerman | Jefferson Kellerman | Renata Rojas   | Renata Rojas   |
| 2     | Guerreros 2021 | 49     | 7 de junio – 16 de septiembre de 2021  | Cobras         | Jous Rodríguez      | Matías Ochoa        | Azul Grantón   | Paola Peña     |

### Primera temporada: Guerreros 2020
La primera temporada del programa pasa a llamarse Guerreros 2020, en la que competirán dos equipos, Cobras y Leones. 
Esta temporada inició el 15 de junio de 2020 y terminó el 17 de septiembre del mismo año contando con 50 episodios y con el equipo de Cobras como los ganadores.

#### Participantes
| Lugar   | Concursante | Concursante                   | Equipo      | Equipo       | Resultado                          | Resultado                                                   |
| Lugar   | Concursante | Concursante                   | Semanas 1-7 | Semanas 7-14 | Resultado Final                    | Resultado Anterior                                          |
| 01°-12° |             | Amancay "Macky" González      | Cobras      | Cobras       | Campeones de Guerreros 2020        | –                                                           |
| 01°-12° |             | Agustín Fernández             | Cobras      | Cobras       | Campeones de Guerreros 2020        | –                                                           |
| 01°-12° |             | Brandon Castañeda             | Cobras      | Cobras       | Campeones de Guerreros 2020        | 11.º eliminado por juego a muerte (Regresa en la semana 12) |
| 01°-12° |             | Cynthia Cofano                | Cobras      | Cobras       | Campeones de Guerreros 2020        | 1.ª eliminada por votación (Regresa en la semana 12)        |
| 01°-12° |             | Fernando "Fer" Corona         |             | Cobras       | Campeones de Guerreros 2020        | Eliminado refuerzo eliminado                                |
| 01°-12° |             | Ilianovich "Nano" Chalo       | Cobras      | Cobras       | Campeones de Guerreros 2020        | –                                                           |
| 01°-12° |             | Jorge Losa                    |             | Cobras       | Campeones de Guerreros 2020        | 5.º eliminado por votación (Regresa en la semana 10)        |
| 01°-12° |             | Julio Ron                     | Cobras      | Cobras       | Campeones de Guerreros 2020        | –                                                           |
| 01°-12° |             | Luciana Burkle                |             | Cobras       | Campeones de Guerreros 2020        | –                                                           |
| 01°-12° |             | Pamela Ramírez                |             | Cobras       | Campeones de Guerreros 2020        | –                                                           |
| 01°-12° |             | Silverio Rocchi               |             | Cobras       | Campeones de Guerreros 2020        | Abandona por lesión (Regresa en la semana 12)               |
| 01°-12° |             | Yann "Lobo" Martín            | Cobras      | Cobras       | Campeones de Guerreros 2020        | –                                                           |
| 13°-24° |             | Guillermo "Memo" Corral       | Leones      | Leones       | Sub-Campeones de Guerreros 2020    | –                                                           |
| 13°-24° |             | Aurélie Garzonio              | Leones      | Leones       | Sub-Campeones de Guerreros 2020    | 8.ª eliminada por juego a muerte (Regresa en la semana 12)  |
| 13°-24° |             | Diego Montu                   | Leones      | Leones       | Sub-Campeones de Guerreros 2020    | 9.º eliminado por juego a muerte (Regresa en la semana 12)  |
| 13°-24° |             | Ella Bucio                    | Leones      | Leones       | Sub-Campeones de Guerreros 2020    | Abandona por cuenta propia (Regresa en la semana 13)        |
| 13°-24° |             | Estefanía Ahumada             | Leones      | Leones       | Sub-Campeones de Guerreros 2020    | Abandona por lesión (Regresa en la semana 11)               |
| 13°-24° |             | Gabriel "El Rasta" Pontones   |             | Leones       | Sub-Campeones de Guerreros 2020    | –                                                           |
| 13°-24° |             | Jefferson Kellerman           | Leones      | Leones       | Sub-Campeones de Guerreros 2020    | –                                                           |
| 13°-24° |             | Jenny García                  | Leones      | Leones       | Sub-Campeones de Guerreros 2020    | 3.ª eliminada por votación (Regresa en la semana 12)        |
| 13°-24° |             | Luis "Potro" Caballero        | Leones      | Leones       | Sub-Campeones de Guerreros 2020    | –                                                           |
| 13°-24° |             | Nicola Porcella               | Cobras      | Leones       | Sub-Campeones de Guerreros 2020    | –                                                           |
| 13°-24° |             | Renata "Reno" Rojas           | Leones      | Leones       | Sub-Campeones de Guerreros 2020    | –                                                           |
| 13°-24° |             | Sebastián García              | Leones      | Leones       | Sub-Campeones de Guerreros 2020    | –                                                           |
| 25°     |             | Dariana García                | Cobras      | Cobras       | Abandona por problemas de salud    |                                                             |
| 26°     |             | Said "Said P." Pichardo       | Cobras      | Cobras       | Abandona por cuenta propia         | 13.º eliminado por juego a muerte (Regresa en la semana 13) |
| 27°     |             | Guty Carrera                  |             | Leones       | Abandona por cuenta propia         |                                                             |
| 27°     | Leones      | Guty Carrera                  | Cobras      |              | Retirado (Regresa en la semana 12) |                                                             |
| 28°     |             | Thaily Amezcua                |             | Leones       | 12.ª eliminada por juego a muerte  |                                                             |
| 29°     |             | Christian Estrada "El Sina"   | Leones      | Leones       | 10.º eliminado por juego a muerte  |                                                             |
| 30°     |             | Mónica Gómez                  |             | Leones       | Abandona por lesión                |                                                             |
| 31°     |             | Anahí Izali                   | Cobras      | Cobras       | 7.ª eliminada por juego a muerte   |                                                             |
| 32°     |             | María Fernanda "Ferka" Quiroz | Leones      | Leones       | 6.ª eliminada por juego a muerte   |                                                             |
| 33°     |             | Paulette Gallardo             |             | Leones       | Abandona por lesión                |                                                             |
| 34°     |             | Daniela Fainus                | Cobras      | Cobras       | Abandona por lesión                |                                                             |
| 35°     |             | Brenda Zambrano               | Cobras      |              | 4.ª eliminada por votación         |                                                             |
| 36°     |             | Maripily Rivera               | Cobras      |              | Abandona por cuenta propia         |                                                             |
| 37°     |             | Reyna López                   | Leones      |              | Retirada                           | –                                                           |
| 38°     |             | Dadvian Esparza               | Cobras      |              | 2.º eliminado por votación         |                                                             |

Leyenda:
     Equipo ganador de Guerreros.
     Equipo sub-ganador de Guerreros.
 Capitanes de los equipos de la temporada.
 Capitanes sustitutos, en caso de salida del capitán de su equipo por lesión, eliminación o por otro motivo.
Sub: El participante es ganador del título “Mejor Guerrero” o “Mejor Guerrera” de la temporada.

### Segunda temporada: Guerreros 2021
La segunda temporada pasa a llamarse Guerreros 2021, nuevamente se presenta a los equipos de Leones y Cobras. Empezó a transmitirse el 7 de junio de 2021, con Rosa María Noguerón como productora.  En un principio cada equipo contó con 11 integrantes, 7 veteranos y 4 novatos. Solo una semana después de haber iniciado el programa, este fue suspendido el 14 de junio de 2021 debido a contagios por COVID-19, resultando el 90% de la producción positivo para la enfermedad, incluyendo a algunos participantes además de la presentadora Tania Rincón. El programa volvió al aire el 21 de junio de 2021, incluyendo a un nuevo grupo de participantes denominados "refuerzos", que más tarde pasaron a ser competidores a tiempo completo y terminó el 16 de septiembre del mismo año contando con 49 episodios y con el equipo de Cobras como los ganadores, conságrandose BiCampeones.

#### Participantes
| Lugar               | Concursantes | Concursantes                | Equipo      | Equipo       | Resultado                             | Resultado                                            |
| Lugar               | Concursantes | Concursantes                | Semana 1-11 | Semana 12-14 | Resultado Actual                      | Resultado Anterior                                   |
| ------------------- | ------------ | --------------------------- | ----------- | ------------ | ------------------------------------- | ---------------------------------------------------- |
| 1°-12°              |              | Dariana García              | Cobras      | Cobras       | Campeones de Guerreros 2021           | –                                                    |
| 1°-12°              |              | Yann "Lobo" Martín          | Cobras      | Cobras       | Campeones de Guerreros 2021           | –                                                    |
| 1°-12°              |              | Agustín Fernández           | Cobras      | Cobras       | Campeones de Guerreros 2021           | –                                                    |
| 1°-12°              |              | Asaf Torres                 | Cobras      | Cobras       | Campeones de Guerreros 2021           | –                                                    |
| 1°-12°              |              | Brandon Castañeda           | Cobras      | Cobras       | Campeones de Guerreros 2021           | 5.° Eliminado en duelo de permanencia                |
| 1°-12°              |              | Jorge Losa                  | Cobras      | Cobras       | Campeones de Guerreros 2021           | Eliminado                                            |
| 1°-12°              | Eliminado    | Jorge Losa                  | Cobras      | Cobras       | Campeones de Guerreros 2021           |                                                      |
| 1°-12°              | Eliminado    | Jorge Losa                  | Cobras      | Cobras       | Campeones de Guerreros 2021           |                                                      |
| 1°-12°              |              | José "Jous" Rodríguez       | Cobras      | Cobras       | Campeones de Guerreros 2021           | –                                                    |
| 1°-12°              |              | Luciana Burkle              | Cobras      | Cobras       | Campeones de Guerreros 2021           | –                                                    |
| 1°-12°              |              | Paola "Pao" Peña            | Leones      | Cobras       | Campeones de Guerreros 2021           | Abandona por lesión                                  |
| 1°-12°              |              | Raquel Becker               | Cobras      | Cobras       | Campeones de Guerreros 2021           | –                                                    |
| 1°-12°              |              | Raúl Sandoval               | Cobras      | Cobras       | Campeones de Guerreros 2021           | –                                                    |
| 1°-12°              |              | Rodrigo García              | Cobras      | Cobras       | Campeones de Guerreros 2021           | –                                                    |
| 13°-25°             |              | Nicola Porcella             | Leones      | Leones       | Sub-Campeones de Guerreros 2021       | –                                                    |
| 13°-25°             |              | Paulette Gallardo           | Leones      | Leones       | Sub-Campeones de Guerreros 2021       | –                                                    |
| 13°-25°             |              | Azul Grantón                | Leones      | Leones       | Sub-Campeones de Guerreros 2021       | –                                                    |
| 13°-25°             |              | Catherine Civiero           | Leones      | Leones       | Sub-Campeones de Guerreros 2021       | Abandona por lesión (Regresa en la semana final)     |
| 13°-25°             |              | Diego Montu                 | Leones      | Leones       | Sub-Campeones de Guerreros 2021       | 8.° Eliminado por duelo a muerte                     |
| 13°-25°             | Eliminado    | Diego Montu                 | Leones      | Leones       | Sub-Campeones de Guerreros 2021       |                                                      |
| 13°-25°             |              | Gualy Cardenas              | Leones      | Leones       | Sub-Campeones de Guerreros 2021       | –                                                    |
| 13°-25°             |              | Jaír Guerra                 | Leones      | Leones       | Sub-Campeones de Guerreros 2021       | Abandona por cuenta propia (Regresa en la semana 11) |
| 13°-25°             |              | Jefferson "Jeff" Kellerman  | Leones      | Leones       | Sub-Campeones de Guerreros 2021       | –                                                    |
| 13°-25°             |              | Karen "Lolo" Juárez         | Leones      | Leones       | Sub-Campeones de Guerreros 2021       | –                                                    |
| 13°-25°             |              | Luis "Potro" Caballero      | Leones      | Leones       | Sub-Campeones de Guerreros 2021       | –                                                    |
| 13°-25°             |              | Matías Ochoa                | Leones      | Leones       | Sub-Campeones de Guerreros 2021       | –                                                    |
| 13°-25°             |              | Mauricio "Mau" Hernández    | Leones      | Leones       | Sub-Campeones de Guerreros 2021       | –                                                    |
| 13°-25°             |              | Rafael "Rafa" Nieves        | Leones      | Leones       | Sub-Campeones de Guerreros 2021       | –                                                    |
| 25°                 |              | Jesús "Chuy" Almada         | Cobras      | Cobras       | Abandona por cuenta propia            | –                                                    |
| 26°                 |              | Julio Ron                   | Cobras      | –            | 9.° Eliminado por duelo a muerte      | –                                                    |
| 27°                 |              | Christian "El Sina" Estrada | Leones      | –            | Abandona por cuenta propia            | –                                                    |
| 29°                 |              | Aurélie Garzonio            | Leones      | –            | 7.ª Eliminada por duelo a muerte      | 2.ª Eliminada por votación (Regresa en la semana 6)  |
| 30°                 |              | Lairen Bernier              | Cobras      | –            | 6.ª Eliminada en duelo de permanencia | –                                                    |
| 31°                 |              | Pamela Ramirez              | Leones      | –            | 4.ª Eliminada por votación            | –                                                    |
| 32°                 |              | Aldo De Nigris              | Cobras      | –            | Eliminado refuerzo eliminado          | 3.° Eliminado por votación                           |
| 33°                 |              | Daphne Montesinos           | Cobras      | –            | 1.ª Eliminada por votación            | –                                                    |
| 34°                 |              | Guty Carrera                | Cobras      | –            | Abandona por enfermedad               | –                                                    |
| 35°                 |              | Ella Bucio                  | Leones      | –            | Abandona por cuenta propia            | –                                                    |
| 36°                 |              | Cynthia Cofano              | Cobras      | –            | Abandona por cuenta propia            | –                                                    |
| Refuerzos/Suplentes |              |                             |             |              |                                       |                                                      |
| –                   |              | Miguel Montaño              | Leones      | –            | Eliminado refuerzo eliminado          | –                                                    |
| –                   |              | Guillermo "Memo" Corral     | Leones      | –            | Eliminado refuerzo eliminado          | –                                                    |
| –                   |              | Karla Castellanos           | Cobras      | –            | Eliminada refuerzo eliminado          | –                                                    |
| –                   |              | María José "Majo" Suárez    | Leones      | –            | Eliminada refuerzo eliminado          | –                                                    |
| –                   |              | Fernando "Fer" Corona       | Cobras      | –            | Eliminado refuerzo eliminado          | –                                                    |
| –                   |              | Nico Legarreta              | Leones      | –            | Eliminado refuerzo eliminado          | –                                                    |
| –                   |              | Pedro "Pico" García         | Leones      | –            | Eliminado refuerzo eliminado          | –                                                    |
| –                   |              | Suly Castillo               | Cobras      | –            | Eliminada refuerzo eliminado          | –                                                    |
| –                   |              | Luis "El Guana" Rodríguez   | Cobras      | –            | Eliminado refuerzo eliminado          | –                                                    |
| –                   |              | Mariana "Barby" Juárez      | Leones      | –            | Eliminada refuerzo eliminado          | –                                                    |
| –                   |              | Maripily Rivera             | Cobras      | –            | Eliminada refuerzo eliminado          | –                                                    |

| Leyenda: Equipo campeón de Guerreros. Equipo subcampeón de Guerreros. El participante estuvo en competencia para suplir a un guerrero. Abandonó. Eliminada/o. Refuerzo eliminado. El participante entró al programa para suplir a otro guerrero. Capitana/Capitán Capitana/Capitán sustituta/o |

## Competencias Internacionales

### Guerra: México vs Perú
La primera temporada internacional de Guerreros México, y la tercera de Esto es guerra, titulada Guerra: México vs. Perú, se llevó a cabo entre el 6 y 7 de septiembre de 2021. En esta edición, los representantes peruanos de la decimoctava temporada (EEG: El origen) se enfrentan a los participantes de la segunda temporada (Guerreros 2021) de Guerreros. Se transmitió en ambos países por el Canal 5 y América Televisión. El equipo ganador fue Guerreros (México).
| México                | Perú                         |
| --------------------- | ---------------------------- |
| Asaf Torres           | Alejandra Baigorria          |
| Azul Grantón          | Ducelia Echevarría           |
| Dariana García        | Facundo González             |
| Jesús "Chuy" Almada   | Francisco "Pancho" Rodríguez |
| Jorge Losa            | Hugo "El Baby" García        |
| José "Jous" Rodríguez | José "Jota Benz" Benzaquen   |
| Karen "Lolo" Juárez   | Karen Dejo                   |
| Luciana Burkle        | Luciana Fuster               |
| Matías Ochoa          | Melissa Loza                 |
| Nicola Porcella       | Paloma Fiuza                 |
| Paola "Pao" Peña      | Patricio Parodi              |
| Paulette Gallardo     | Rosángela Espinoza           |
| Yann "Lobo" Martín    | Said Palao                   |

Notas
- Capitanes de los equipos.
- Capitanes sustitutos, en caso de salida del capitán de su equipo por lesión, eliminación o por otro motivo (los capitanes por lo general siempre los escogen).
- Sub: El participante es ganador del título ''Mejor Guerrero'' de la temporada.

### Participantes internacionales
- Tabla de participantes:

| Participantes                | Temporada |
| Participantes                | 2021      |
| Participantes                | Vs - MvsP |
| ---------------------------- | --------- |
| Alejandra Baigorria          | PER.      |
| Asaf Torres                  | MEX.      |
| Azul Grantón                 | MEX.      |
| Dariana García               | MEX.      |
| Ducelia Echevarría           | PER.      |
| Facundo González             | PER.      |
| Francisco "Pancho" Rodríguez | PER.      |
| Hugo "El Baby" García        | PER.      |
| Jesús "Chuy" Almada          | MEX.      |
| Jorge Losa                   | MEX.      |
| José "Jota Benz" Benzaquen   | PER.      |
| José "Jous" Rodríguez        | MEX.      |
| Karen Dejo                   | PER.      |
| Karen "Lolo" Juárez          | MEX.      |
| Luciana Burkle               | MEX.      |
| Luciana Fuster               | PER.      |
| Matías Ochoa                 | MEX.      |
| Melissa Loza                 | PER.      |
| Nicola Porcella              | MEX.      |
| Paloma Fiuza                 | PER.      |
| Paola "Pao" Peña             | MEX.      |
| Patricio Parodi              | PER.      |
| Paulette Gallardo            | MEX.      |
| Rosángela Espinoza           | PER.      |
| Said Palao                   | PER.      |
| Yann "Lobo" Martín           | MEX.      |

| Equipo ganador por temporada |
| Vs - GMVSP                   |
| México                       |
| ---------------------------- |

## Premios y nominaciones
| Premio                        | Año  | Categoría       | Resultado |
| ----------------------------- | ---- | --------------- | --------- |
| Premios MTV Millennial Awards | 2021 | Reality del año | Nominado  |